# Get Out of My Head Miley
Get Out Of My Head Miley est le deuxième album de l'auteur-compositeur-interprète américain Dave Days.

## Titres
| 1. | Get Out Of My Head Miley                | 2:53 |
| 2. | (Instrumental) Get Out Of My Head Miley | 2:53 |
| 3. | Love Story                              | 3:22 |
| 4. | Miley I Can't Wait To See You           | 3:09 |
| 5. | I've Got A Crush On Hillary             | 2:30 |
| 6. | 7 Things                                | 3:01 |
| 7. | Out Of The Box                          | 3:10 |

## Singles
- Get Out Of My Head Miley
- Love Story
- 7 Things
- Out Of The Box